# Waldenfelser Fehde
Die Waldenfelser Fehde war eine Fehde von Familienmitgliedern der von Waldenfels gegen die Reichsstädte Nürnberg, Windsheim und Rothenburg in den Jahren 1441 bis 1446.

## Anlass und Überfall auf Nürnberger Besitz
Auslöser der Fehde war ein Streit, der in der Bamberger Trinkstube ausbrach. Fritz von Waldenfels († 1450), Sohn von Caspar von Waldenfels und Bruder von Hans  († 1470), wurde in Anwesenheit des Bamberger Bischofs von Windsheimer und Rothenburger Ratsherren beleidigt und bedroht und eröffnete die Fehde. Unterwegs nahm er Windsheimer Bürger gefangen und machte Beute. Trotz Vermittlungsbemühungen durch Markgraf Johann kamen die Windsheimer Gefangenen auf Burg Lichtenberg nicht gegen das geforderte Lösegeld frei. Sogar König Friedrich III. setzte einen Gerichtstag an, da er das Vorgehen des Fritz von Waldenfels gegen die Reichsstädte nicht duldete. Es ist nicht bekannt, ob das Gericht abgehalten wurde, es kam jedenfalls zu keinem Ergebnis. Fritz von Waldenfels überfiel einen Warenzug, den er auf Burg Wartenfels bringen ließ. Nun meldete Nürnberg an, Mitbesitzer an diesem Warenzug zu sein. Fritz von Waldenfels ließ auch Nürnberg einen Fehdebrief zukommen, da er selbst offene Ansprüche durch einen Hausverkauf in Kulmbach an die Familie Imhoff geltend machen wollte.
Neben den Brüdern Fritz und Hans von Waldenfels schlossen sich Balthasar von Watzdorf, Friedrich von Landsberg, Hans von Streitberg, Nickel von Dobeneck und weitere oberfränkische und vogtländische Adelige der Fehde gegen Nürnberg an. Der Überfall auf Nürnberger Besitz richtete sich hauptsächlich gegen verschiedene Bauernhöfe, die gebrandschatzt wurden. Betroffen waren auch Gefolgsleute der Löffelholz in Wisent und Wotzendorf. Selbst der im brandenburgischen Raum begüterte Georg von Waldenfels bemächtigte sich Nürnberger Kaufleute in Frankfurt an der Oder.

## Gegenangriff aus Nürnberg
Nürnberg rüstete sich zu einem Gegenangriff, der bis in das Waldenfelser Stammgebiet vordringen und Ortschaften wie Befestigungen erheblich schaden sollte. Außer Windsheim und Rothenburg fanden Anfragen der Nürnberger vor allem bei den benachbarten Reichsstädten keine weiteren Unterstützer. Lokaladelige aus dem heute oberfränkischen Raum boten, in Erwartung eines profitablen Geschäftes, ihre Dienste an, aber es wurden von Nürnberg nur einige wenige Öffnungsverträge geschlossen.
Am 26. Februar 1444 starteten 168 Reiter in Nürnberg, gut ausgerüstet mit Wagen, Kriegsgerät und weiteren Begleitpersonen, darunter Köche, Trompeter, ein Hufschmied und ein Arzt. Hauptleute waren Werner von Parsberg, Erhard Schürstab der Jüngere, Mathäs von Mengersreuth und der ursprünglich in Lichtenberg beheimatete Nicklas Grieß. Unterwegs verpflichtete man noch einige Bauern zum Kriegsdienst.
In Stadtsteinach wurde das Burggut der Waldenfelser ausgeraubt. Die Burg Wartenfels, welche nur von drei Knechten bewacht war, wurde eingenommen, geplündert und samt Turm geschleift. Über Naila gelangte das Kriegsvolk entlang der Selbitz nach Lichtenberg. Unterwegs wurden einige Bauernhöfe in Brand gesteckt.
In Lichtenberg konnte Hans von Waldenfels mit 70 Reitern die Angreifer zurückdrängen. In der Stadt entzündeten die Bewohner an verschiedenen Stellen Feuer, um den Nürnbergern weder Beute, Vorräte, noch Stützpunkte zu geben und zogen sich in die Burg zurück. Die Nürnberger schlugen ein Lager auf dem Weg in Richtung Steben auf. Die Burg wurde belagert und beschossen, auch mit schwerem Gerät aus der Ruine der Kirche heraus. Die Belagerung musste schließlich aufgegeben werden: Aufwändig war die Versorgung mit Nahrung, die aus Hof herangeschafft werden musste. Die Truppen waren nicht auf die starken Schneefälle und die Kälte eingerichtet. Die zwangsrekrutierten Bauern flohen. Währenddessen hatte außerdem Fritz von Waldenfels in Eger Truppen ausgehoben und näherte sich zum Entsatz. Belagerungsgegenstände ließ man in der Stadt zurück. Über den ruhmlosen Abzug hat Will im Teutschen Paradeis ein 11 Strophen langes Spottgedicht verfasst.

## Weiterer Verlauf und Auswirkungen
In Nürnberg meldeten nun Adelige, die von den Kampfhandlungen zu Unrecht betroffen worden waren, Schadensersatzansprüche an, darunter auch bislang unbeteiligte Familienmitglieder derer von Waldenfels, die allerdings nicht bedacht wurden. Während Hans und Fritz von Waldenfels weitere Raubzüge unternahmen und in Nürnberg für vogelfrei erklärt wurden, wurden Kundschafter der Waldenfelser gefoltert und hingerichtet. Sie wurden mit dem Schwert gerichtet und auf das Rad gelegt. Andere Adelige versicherten in Nürnberg glaubhaft, unbeteiligt gewesen zu sein, andere sprachen sich von den Waldenfelsern los.
1445 gerieten Hans und Fritz von Waldenfels bei Forchheim in die Gefangenschaft des Bamberger Bischofs. Herzog Wilhelm von Sachsen und mehrere Grafen setzten sich erfolglos für ihre Freilassung ein. Unter Vermittlung des Landgrafen von Hessen und der Markgrafen Johann und Albrecht gelobten die Brüder in Schweinfurt Urfehde und begaben sich in die Lehensabhängigkeit von Brandenburg-Kulmbach. In markgräflichen Diensten wurde Fritz von Waldenfels Amtmann auf Burg Hohenberg und Hans Hauptmann von Hof.